# Рано сазријевање Марка Ковача
„Рано сазријевање Марка Ковача” је југословенски ТВ филм из 1981. године. Режирао га је Бранко Шмит који је написао и сценарио.

## Улоге
| Глумац           | Улога |
| ---------------- | ----- |
| Марија Алексић   |       |
| Мира Фурлан      |       |
| Борис Михољевић  |       |
| Ксениа Прохаска  |       |
| Младен Шермент   |       |
| Иван Горан Витез |       |
| Златко Витез     |       |